# Ichneumon porrectus
Ichneumon porrectus là một loài tò vò trong họ Ichneumonidae.